# Plebejus claralpina
Plebejus claralpina är en fjärilsart som beskrevs av Ruggero Verity 1931. Plebejus claralpina ingår i släktet Plebejus och familjen juvelvingar. Inga underarter finns listade i Catalogue of Life.